# Quai André-Lassagne
Le quai André-Lassagne est une voie en rive droite du Rhône dans le 1er arrondissement de Lyon, en France.

## Situation et accès
Il commence côté amont (au nord) à 150 m en amont du pont de Lattre-de-Tassigny, au coin de la montée Bonafous, au début du cours d'Herbouville,. La montée Bonafous marque aussi la limite avec le 4e arrondissement.
Il se termine côté aval (au sud) au pont Morand, au coin de la place Tolozan, au début du quai Jean-Moulin,.

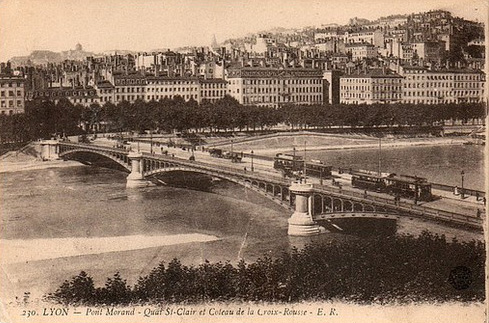
Pont Morand, quai Saint-Clair et coteau de la Croix-Rousse vus depuis la rive gauche du Rhône.

Sa longueur est d'environ 580 m.

## Origine du nom
Il rend hommage à André Lassagne (1911-1953), résistant et homme politique français, sénateur du Rhône de 1948 à 1953. Ce nom a été attribué quelques mois après son décès, par une délibération municipale du 7 décembre 1953.

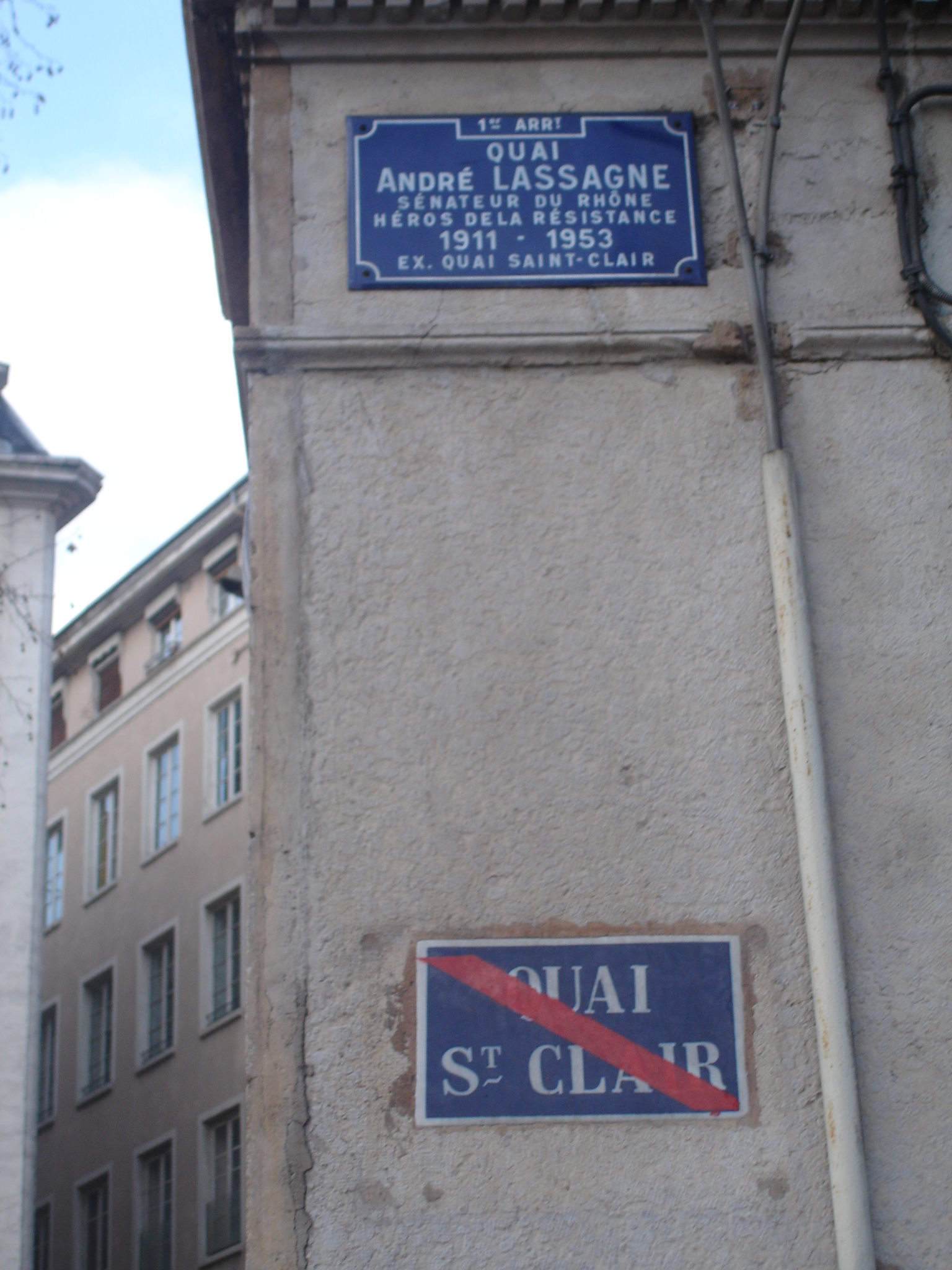
Plaque de rue au coin de la montée Bonafous.

## Historique
Le quai s'appelait auparavant « quai Saint-Clair ».
Une fouille d'urgence place Tolozan en 1989 a mis au jour un chaland à coque monoxyle assemblée, datée du début du Ier siècle apr. J.-C.,. C'est la première embarcation antique découverte à Lyon.
Elle se trouvait contre un enrochement fait de gros blocs de granite et de galets noyés dans une matrice sableuse, protégeant les bateaux. À l’est de cette masse rocheuse, des pieux datés de 62 et 66 apr. J.-C. sont alignés nord/sud, qui ont pu servir à supporter une protection contre l’érosion due aux courants.
En 1749, la réalisation d'un quai continu entre le pont de la Guillotière et le bastion Saint-Clair est confiée à Jacques-Germain Soufflot, et a pour but de réaménager le quartier en 5 ans : création de la place Saint-Clair (aujourd'hui place Chazette) et de la place Tolozan, de la rue Royale entre les deux, ainsi que de rues transversales (Dauphine, de Berry et de Provence). Les travaux du quai Saint-Clair (futur quai André Lassagne) sont retardés par plusieurs procès et se prolongent jusqu'en 1770.

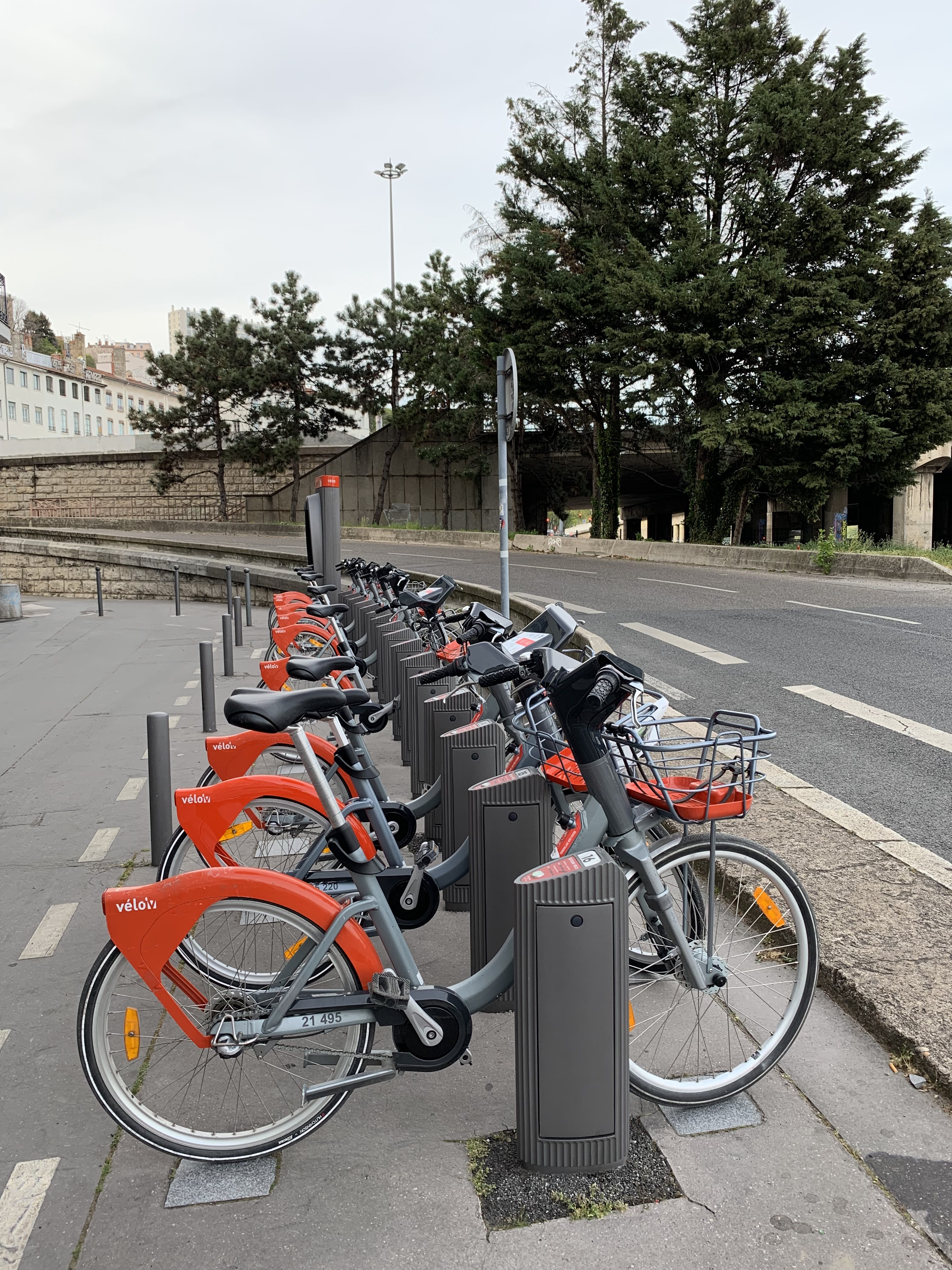
Station Vélo'v du quai Lassagne.

## Bâtiments remarquables et lieux de mémoire
Une traboule relie les nos 21 rue Royale et 11 quai Lassagne.

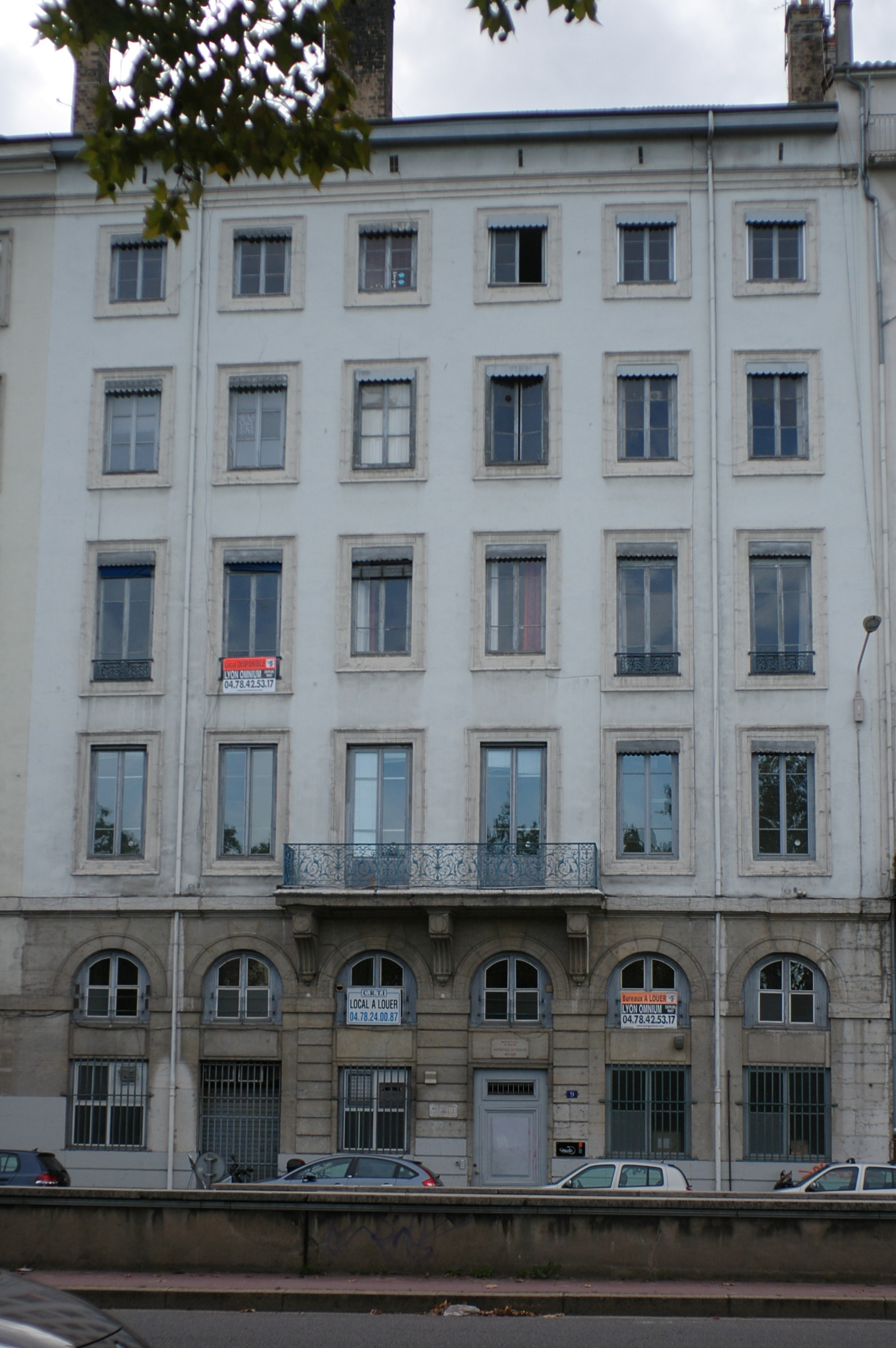
9 quai Lassagne (17 rue Royale).
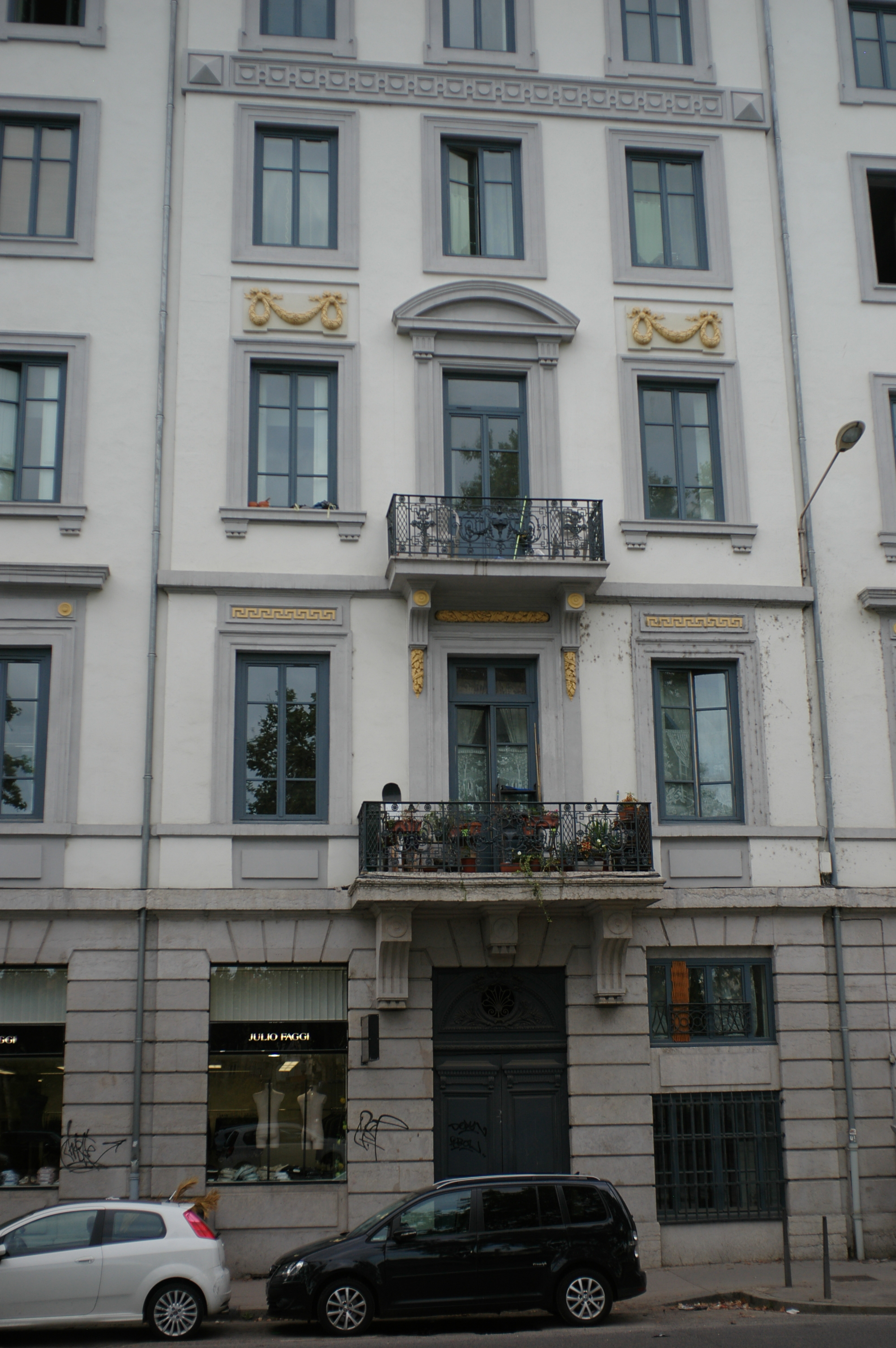
13 quai Lassagne (25-27 rue Royale).
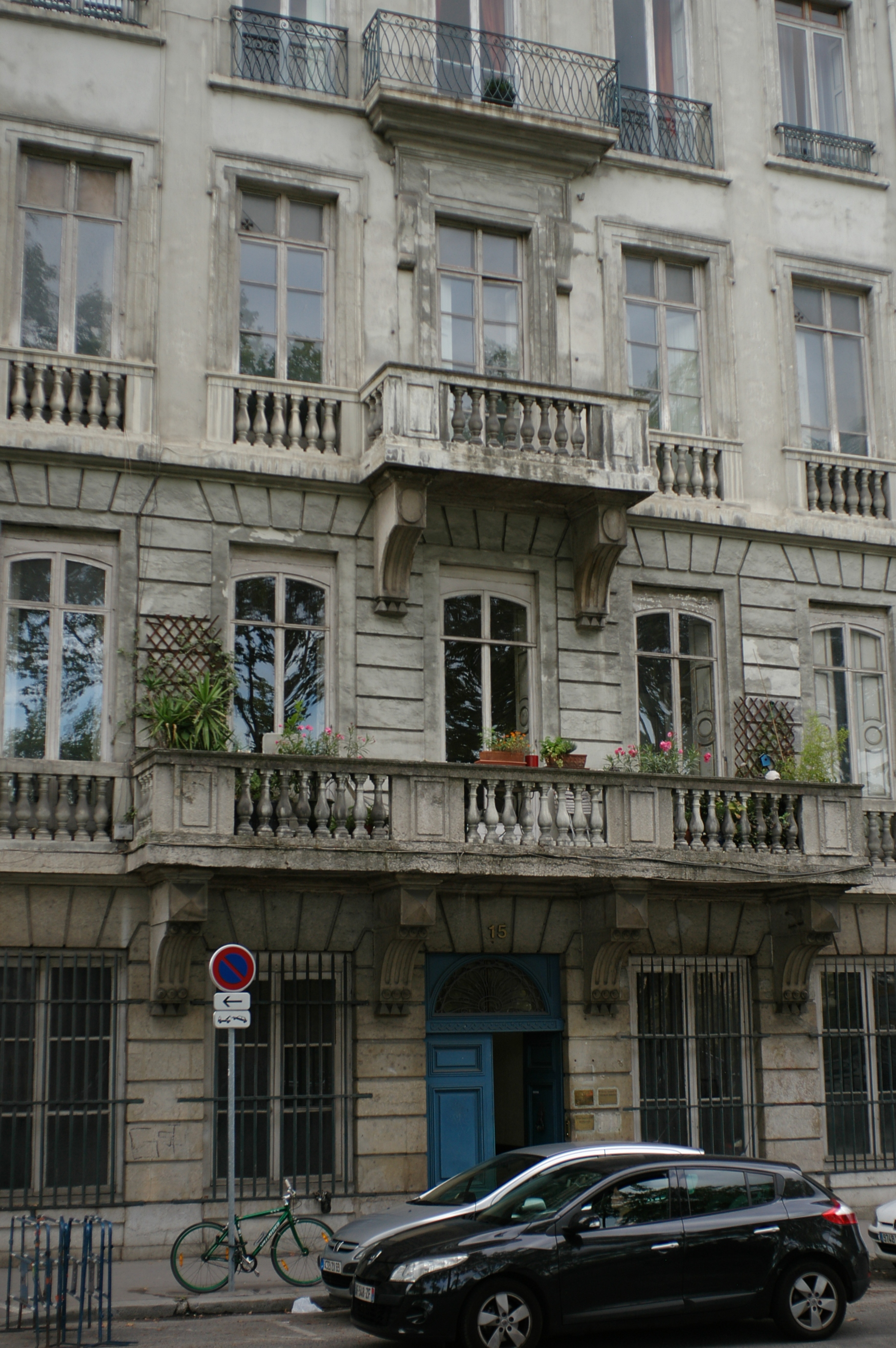
15 quai Lassagne (31 rue Royale).

### Personnages
- Le peintre Louis Carrand (1821-1892) est né quai saint-Clair[6].
- Alphonse Stengelin est né au 9 quai André Lassagne.

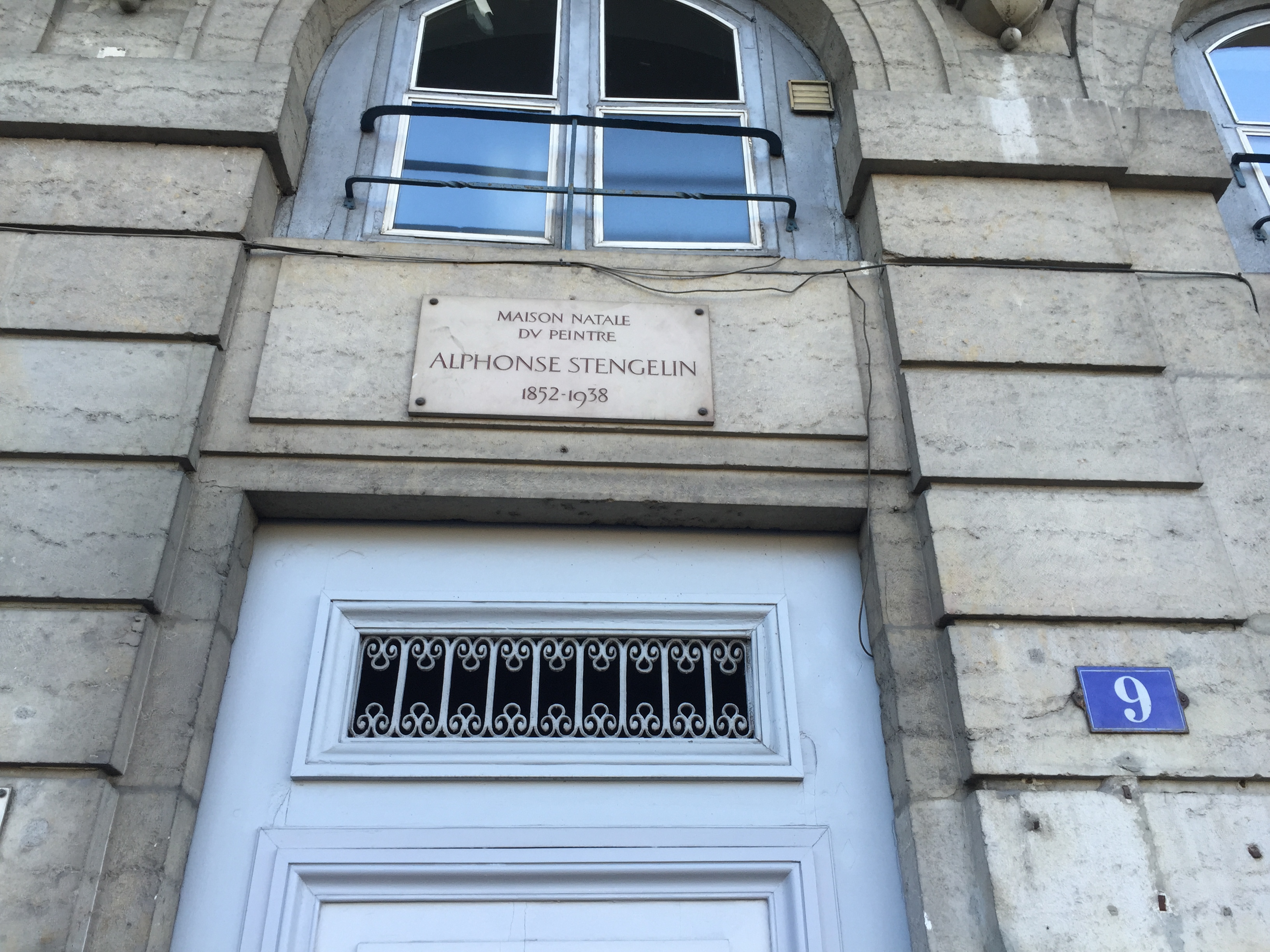
Maison natale d'Alphonse Stengelin, no 9 quai Lassagne.
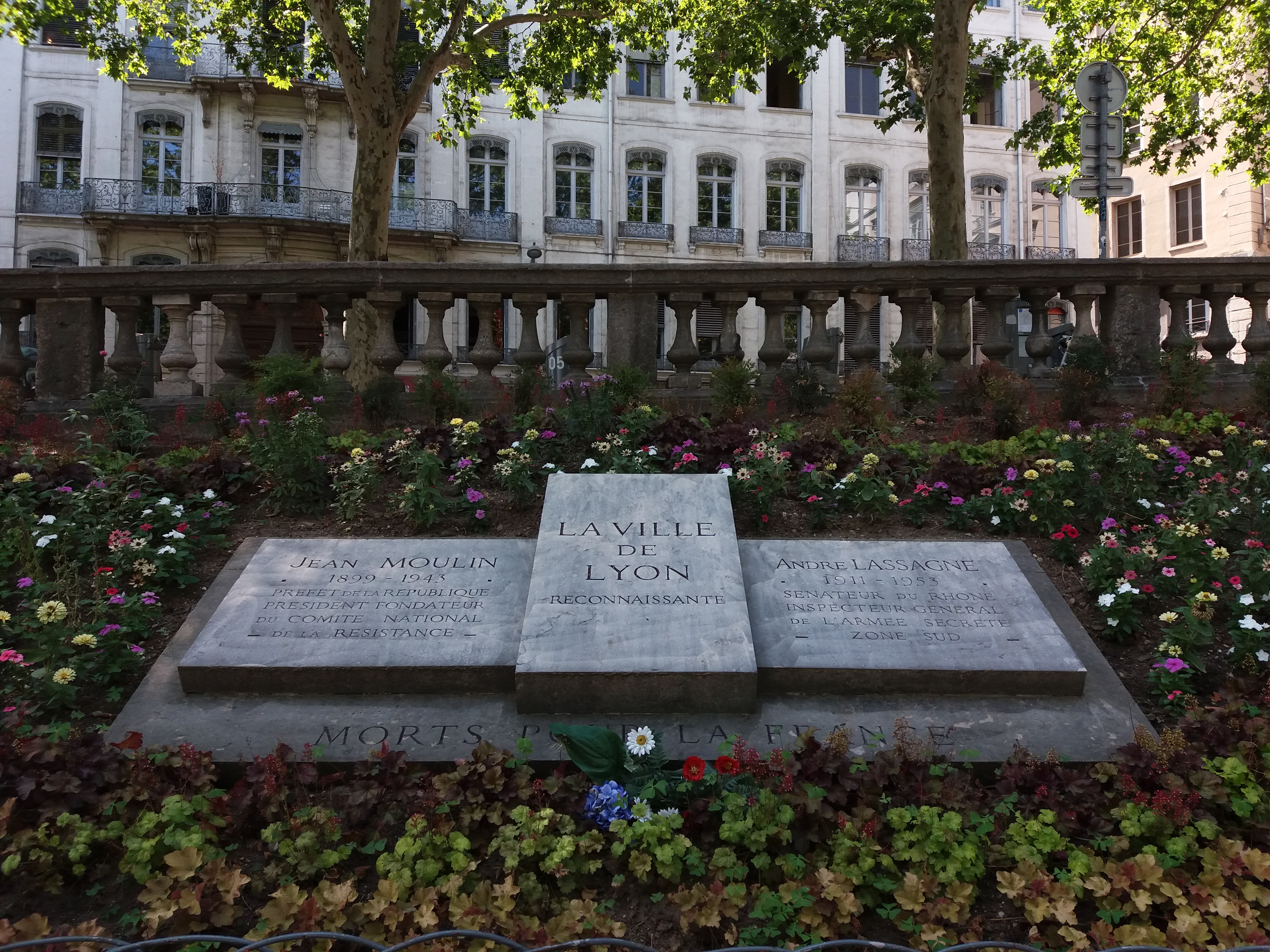
Monument à Jean Moulin et André Lassagne, place Tolozan.